# Lecanoromicets
Els lecanoromicets (Lecanoromycetes) és la classe més gran de fongs liquenitzats (formen líquens). Pertany al subfílum Pezizomycotina dins la divisió Ascomycota. Els ascs dels Lecanoromycetes sovint alliberen espores per dehiscència.

## Taxonomia
La classe Lecanoromycetes inclou 5 subclasses i 21 ordres:
Subclasse Acarosporomycetidae
- Ordre Acarosporales

Subclasse Cryptocaliciomycetidae
- Ordre Cryptocaliciales

Subclasse Lecanoromycetidae
- Ordre Caliciales
- Ordre Lecanorales
- Ordre Lecideales
- Ordre Leprocaulales
- Ordre Peltigerales
- Ordre Rhizocarpales
- Ordre Teloschistales

Subclasse Ostropomycetidae
- Ordre Baeomycetales
- Ordre Graphidales
- Ordre Gyalectales
- Ordre Odontotrematales
- Ordre Ostropales
- Ordre Pertusariales
- Ordre Sarrameanales
- Ordre Schaereriales
- Ordre Thelenellales

Subclasse Umbilicariomycetidae
- Ordre Umbilicariales

incertae sedis (no assignats a cap subclasse)
- Ordre Micropeltidales
- Ordre Turquoiseomycetales